# Бодяк (чертополох)
1. перенаправление Чертополох